# Luis Frank Arias
Luis Frank Arias Mosquera, Spitzname El Macry, (* 30. Juli 1960 in Contramaestre) ist ein kubanischer Sänger, Gründer und Bandleader der Soneros de Verdad.

## Leben
Arias wuchs als Sohn eines Sängers kubanischer Lieder und Tangos in der Stadt Las Tunas im Osten Kubas auf. Vor seiner Musikerkarriere betrieb er als Leistungssportler Karate und Judo: Um 1980 trat er für Kuba bei den Spielen der befreundeten Streitkräfte in Moskau an, musste seine Sportlerlaufbahn jedoch in Folge eines Halswirbelbruchs beenden.
Bereits als Schüler hatte er 1976 mit der Jazzband Gigantes Miramar Musik gemacht. Nachdem der Salsa-Boom eingesetzt hatte, hatte er seinen Einstieg als Profimusiker mit der Band Los Surix, der er von 1985 bis 1995 als erste Stimme angehörte. Anschließend ging er nach Havanna und schloss sich dort der Band La Mundial de Hudson an, bevor er zwischenzeitlich im Conjunto (de) Roberto Faz und im Orquesta Revé sang. Bandleader Elio Revé gab ihm den Spitznamen El Macry, der für einen weißen Anhänger der schwarzafrikanischen Religion steht.
Arias verdankte seinen internationalen Durchbruch dem durch das Musikprojekt Buena Vista Social Club Ende der 1990er Jahre ausgelösten Boom des traditionellen kubanischen Son. Er verbrachte sechs Jahre als erste Stimme in der Gruppe des Buena-Vista-Stars Compay Segundo und arbeitete mit der Band Afro-Cuban Allstars von Juan de Marcos González, der gemeinsam mit Ry Cooder das Projekt Buena Vista Social Club ins Leben gerufen hatte.
In seiner eigenen Formation Tradicional Habana blieb er dem Son Cubano ebenfalls noch weitgehend treu. Die 2001 von Luis Frank Arias gegründeten Soneros de Verdad – mit Juan de Marcos González und u. a. mit Pío Leyva vom Buena Vista Social Club – interpretierten erfolgreich die Stücke A Buena Vista: Barrio De La Habana und El Run Run De Los Soneros, sowie zeitgemäße Bearbeitungen beliebter Klassiker. Dabei integrierten sie Zutaten aus anderen Musikrichtungen, wie z. B. dem Jazz. Der größte Hit aus dieser Zeit ist A Buena Vista – das gleichnamige Album wurde aufgrund seiner Verkaufszahlen im Jahr 2001 mit einem German Jazz Award ausgezeichnet. Ein weiterer Höhepunkt der Karriere von Arias war 2004 die Mitwirkung an dem halbdokumentarischen Kinofilm Música Cubana sowie dem dazugehörigen Soundtrack.
2009 wurde Arias für seinen Gesang auf dem Album Un bolero para el Benny für den kubanischen Schallplattenpreis Cubadisco nominiert.
Bei mehreren Konzerten in den Jahren 2010 und 2011 trat Arias zusammen mit der Band Los Dos y Compañeros auf.
Im Sommer 2013 gab Arias mit den Soneros de Verdad in Deutschland erstmals mehrere Konzerte mit dem als Schlagerstar bekannten Roberto Blanco als Gastsänger. Arias hatte bereits mehrere Jahre zuvor gemeinsam mit Blanco auf der Bühne gestanden und 2011 auf Kuba mit den Soneros de Verdad und Blanco dessen Salsa-CD Du lebst besser wenn du lachst aufgenommen.
Luis Frank Arias lebt seit 2018 in Augsburg.

## Diskographie (Auswahl)

### Solo-Alben
- 2005: Homeland
- 2008: Cuba Total
- 2009: Rumba Macry
- 2013: Se Me Occurre Un Bolero: I Think Of A Bolero

### Alben mit den Soneros de Verdad
- 2001: A Buena Vista: Barrio de La Habana (DE: Gold (German Jazz Award))[4]
- 2004: El Run Run de los Soneros
- 2004: Soneros de Verdad present Pío Leyva
- 2007: Soneros de Verdad present Pío Leyva, Rubalcaba, Luis Frank
- 2007: Soneros de Verdad present Rubalcaba: Pasado y Presente
- 2010: Música Cubana
- 2012: Soneros de Verdad
- 2013: Un, Dos, Tres Soneros

### Alben in sonstigen Zusammensetzungen
- 1999: Viva Cuba (Luis Frank y su Tradicional Habana)
- 2005: Música Cubana: The Sons of Cuba (Film-Soundtrack)
- 2008: Noches en el Café del Mar (mit Guillermo Rubalcaba)
- 2008: Un bolero para el Benny (mit dem Orquesta Termidor)